# محاصره نیس

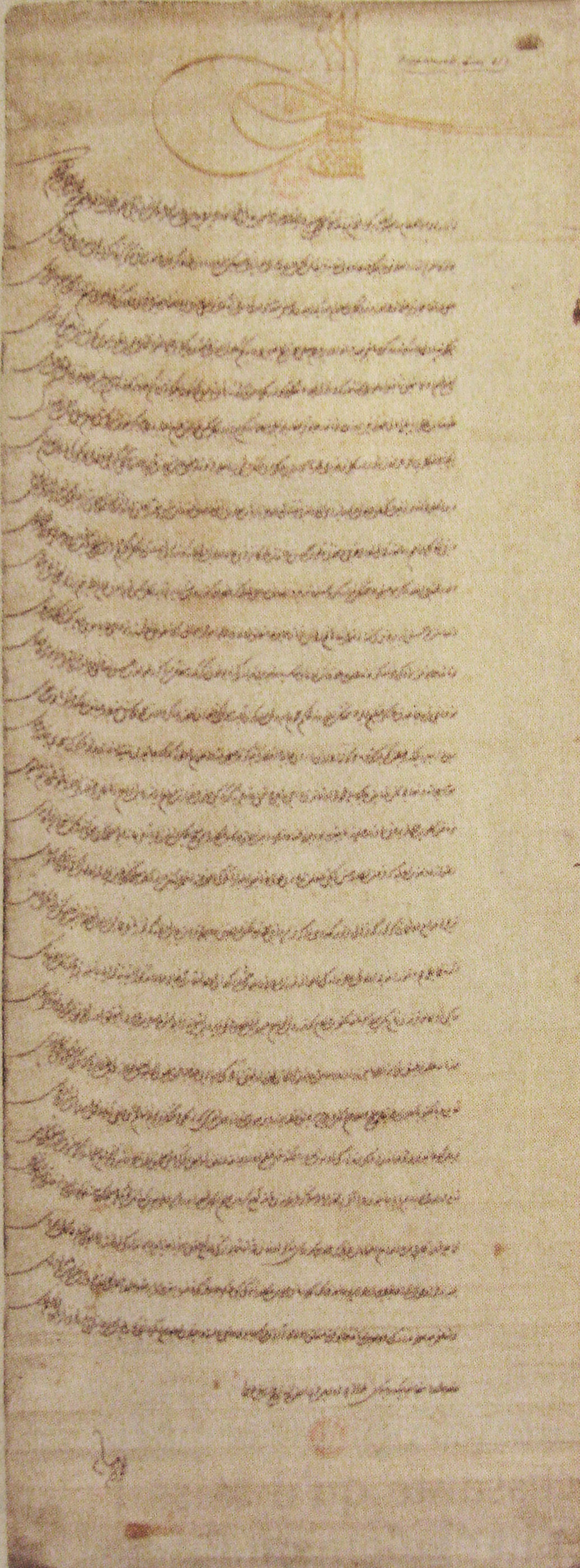
نامه سلیمان به فرانسیس درخصوص برنامه‌ها برای تسخیر نیس، نوشته شده در میانه فوریه ۱۹۴۳.

محاصرهٔ نیس در ۱۵۴۳ رخ داد و بخشی از جنگ (۱۵۴۲-۴۶) ایتالیا بود که در آن فرانسوای اول و سلیمان یکم با اتحاد فرانسه و عثمانی علیه شارل پنجم امپراتور مقدس روم، و هنری هشتم انگلستان همکاری کردند. در آن زمان نیس در کنترل شارل سوم متحد شارل پنجم بود. این عملیات بخشی از کارزار مدیترانه‌ای (۱۵۴۳-۱۵۴۴) بارباروسا بود.

## نگارخانه

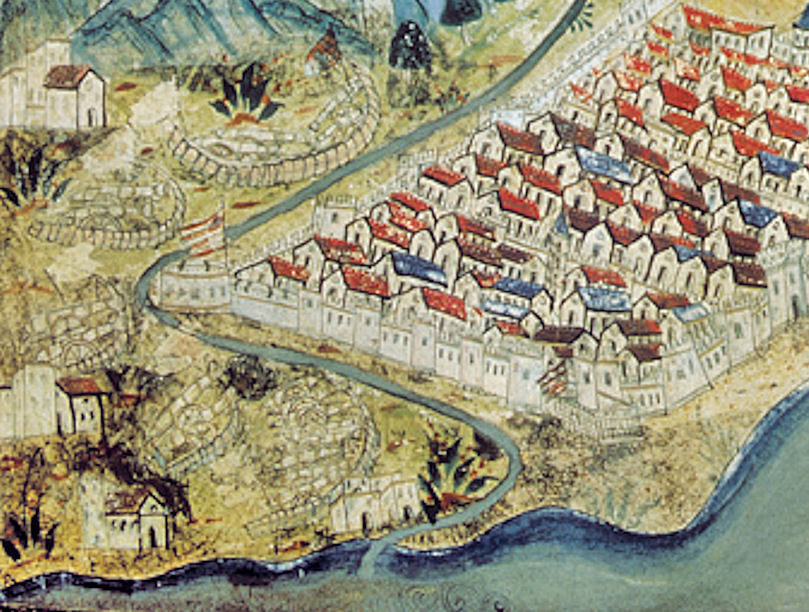
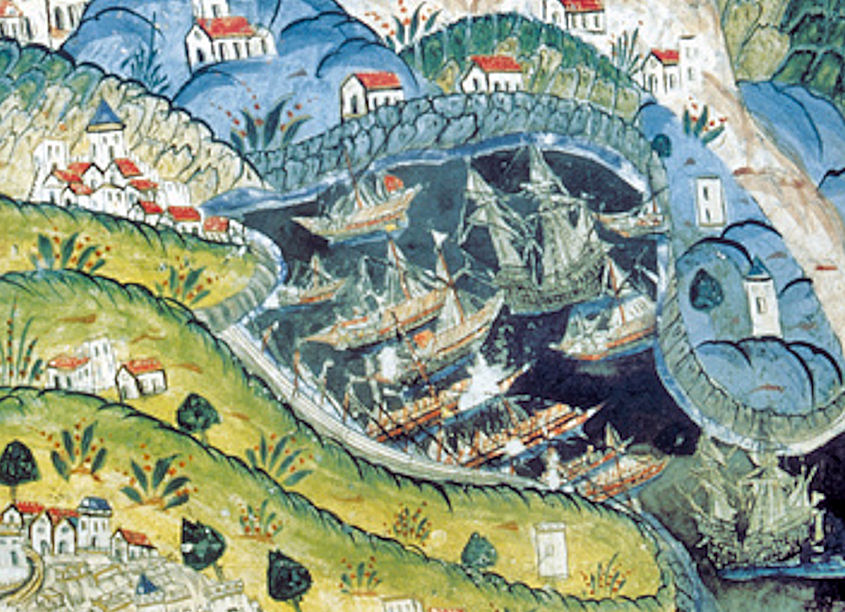
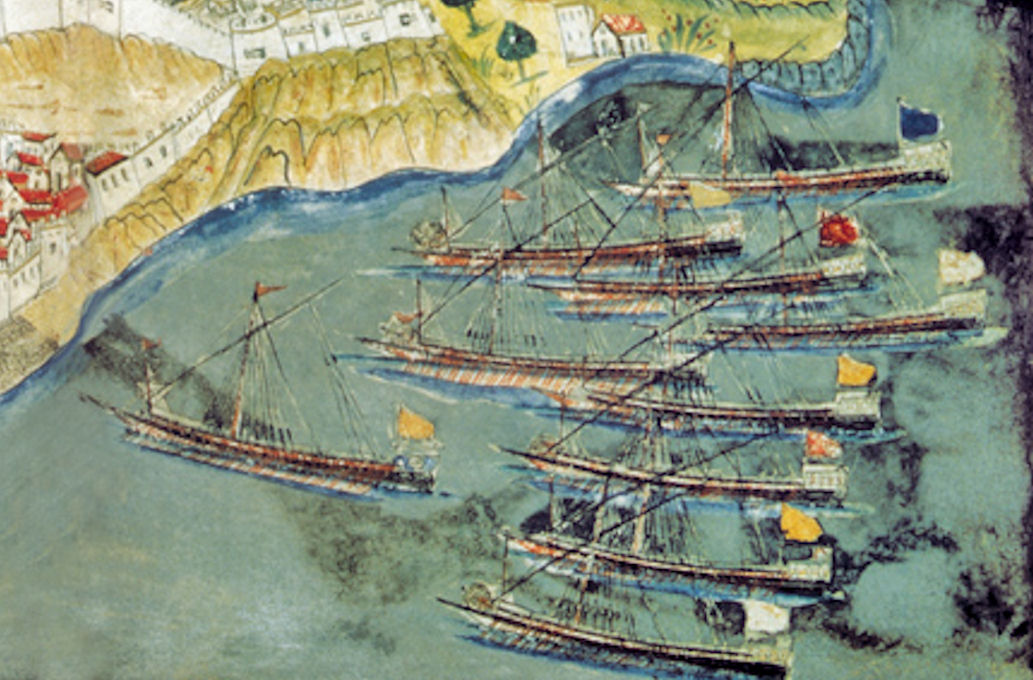